# Ken Carson

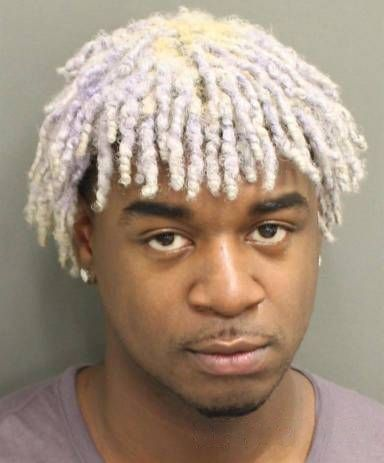
Ken Carson (2021)

Ken Carson (* 11. April 2000; bürgerlich Kenyatta Lee Frazier Jr.) ist ein US-amerikanischer Rapper und Musikproduzent aus Atlanta, Georgia.

## Karriere

### 2015–2019
Carson schloss sich 2015 der Gruppierung 808 Mafia als Rapper an, nachdem er bei einem Treffen den Produzenten TM88 kennengelernt hatte, und begann bereits 2017 seine Musik auf SoundCloud zu veröffentlichen. Nachdem er in der Underground-Rap-Szene an Popularität gewonnen hatte, wurde er von Playboi Carti entdeckt und 2019 bei dessen Label Opium unter Vertrag genommen. Carson war der erste von Opium unter Vertrag genommene Künstler.

### 2020–2022
Nachdem er 2019 bei Opium unterschrieben hatte, veröffentlichte Carson im folgenden Jahr die beiden erweiterten Singles Boy Barbie und Teen X. Anfang 2021 veröffentlichte er seine dritte Single, Teen X: Relapsed, bevor er später im selben Jahr sein Debütalbum Project X veröffentlichte. Im Februar 2022 war er als Gast auf dem Lied Gëek high auf dem Album 2 Alive des amerikanischen Rappers Yeat zu hören. Am 8. Juli 2022 veröffentlichte er sein zweites Studioalbum X. Es erreichte Platz 115 der Billboard 200.
Im Oktober 2022 veröffentlichte er zusammen mit dem Rapper SoFaygo aus Atlanta die Single Hell Yeah für das Debütalbum Pink Heartz mit einem dazugehörigen Musikvideo. Am 31. Oktober 2022 veröffentlichte Carson eine Deluxeversion seines X-Albums mit dem Titel Xtended zusammen mit einem Musikvideo auf YouTube für seinen Song MDMA mit Destroy Lonely.

### Seit 2023
Carson veröffentlichte die Single I Need U am 14. Februar 2023. Am 5. Mai 2023 war Carson auf dem Debütalbum von Destroy Lonely, If Looks Could Kill, mit dem Song Money & Sex vertreten. Im Juni 2023 produzierte Carson den Song „x2“ aus dem dritten Studioalbum Pink Tape von Lil Uzi Vert. Am 6. Oktober 2023 twitterte Carson einen Pre-Save Link für sein drittes Studioalbum A Great Chaos und gab an, dass das Projekt am 13. Oktober mit einer Titelliste von 18 Songs veröffentlicht werden würde; drei Tage später wurde fast das gesamte Album online geleakt, nachdem mehrere Titel auf einem Discord-Server geteilt worden waren. Am 12. Oktober fand im Silo Dance Club in Brooklyn eine Album-Launch-Party statt, um die Veröffentlichung des Projekts zu feiern. Carson performte zusammen mit Destroy Lonely die Tracks Fighting My Demons, Lose It, Hardcore, Singapore und Paranoid, bevor er den Rapper und Gründer des Opium Labels, Playboi Carti, auf die Bühne holte, welcher mit Songs aus seinem neuesten Album, Stop Breathing von Whole Lotta Red, und Fe!n aus Travis Scotts viertem Album Utopia auftrat. Am 5. Juli 2024 veröffentlichte er die Deluxe-Edition von A Great Chaos, die sieben zusätzliche Titel enthielt, darunter die Single Overseas, die am 12. April 2024 veröffentlicht wurde.

## Musikalischer Stil
Carsons musikalischer Stil wurde als „elektronische Produktion, die von Natur aus energetisch ist“ und mit „konzentrierten Flows“ beschrieben. Er wurde mit seinem Mentor Playboi Carti verglichen, insbesondere mit dessen Album Whole Lotta Red aus dem Jahr 2020, sowie mit Lil Uzi Vert wegen seines Flows und seiner Ausstrahlung.

## Diskografie

### Studioalben
| Jahr | Titel         | Höchstplatzierung, Gesamtwochen, AuszeichnungChartplatzierungen (Jahr, Titel, Platzierungen, Wochen, Auszeichnungen, Anmerkungen) | Höchstplatzierung, Gesamtwochen, AuszeichnungChartplatzierungen (Jahr, Titel, Platzierungen, Wochen, Auszeichnungen, Anmerkungen) | Höchstplatzierung, Gesamtwochen, AuszeichnungChartplatzierungen (Jahr, Titel, Platzierungen, Wochen, Auszeichnungen, Anmerkungen) | Höchstplatzierung, Gesamtwochen, AuszeichnungChartplatzierungen (Jahr, Titel, Platzierungen, Wochen, Auszeichnungen, Anmerkungen) | Höchstplatzierung, Gesamtwochen, AuszeichnungChartplatzierungen (Jahr, Titel, Platzierungen, Wochen, Auszeichnungen, Anmerkungen) | Anmerkungen                                                |
| Jahr | Titel         | DE | AT | CH | UK | US | Anmerkungen                                                |
| ---- | ------------- | --- | --- | --- | --- | --- | ---------------------------------------------------------- |
| 2021 | Project X     | — | — | — | — | — | Erstveröffentlichung: 23. Juli 2021                        |
| 2022 | X             | — | — | — | — | US115 (… Wo.)US | Erstveröffentlichung: 8. Juli 2022                         |
| 2023 | A Great Chaos | DE45 (1 Wo.)DE | AT25 (12 Wo.)AT | CH13 (4 Wo.)CH | UK43 Silber · (1 Wo.)UK | US11 Gold · (… Wo.)US | Erstveröffentlichung: 13. Oktober 2023 Verkäufe: + 560.000 |
| 2025 | More Chaos    | DE45 (1 Wo.)DE | AT9 (3 Wo.)AT | CH13 (1 Wo.)CH | UK54 (… Wo.)UK | US1 (5 Wo.)US | Erstveröffentlichung: 11. April 2025                       |

### Mixtapes
- 2021: Lost Files 2
- 2022: Lost Files 3
- 2023: Lost Files 4

### EPs
- 2020: Boy Barbie
- 2020: Teen X
- 2021: Lost Files
- 2021: Teen X: Relapsed

### Singles (Auswahl)
| Jahr | Titel Album                     | Höchstplatzierung, Gesamtwochen, AuszeichnungChartplatzierungen (Jahr, Titel, Album, Platzierungen, Wochen, Auszeichnungen, Anmerkungen) | Höchstplatzierung, Gesamtwochen, AuszeichnungChartplatzierungen (Jahr, Titel, Album, Platzierungen, Wochen, Auszeichnungen, Anmerkungen) | Höchstplatzierung, Gesamtwochen, AuszeichnungChartplatzierungen (Jahr, Titel, Album, Platzierungen, Wochen, Auszeichnungen, Anmerkungen) | Höchstplatzierung, Gesamtwochen, AuszeichnungChartplatzierungen (Jahr, Titel, Album, Platzierungen, Wochen, Auszeichnungen, Anmerkungen) | Anmerkungen                                            |
| Jahr | Titel Album                     | DE | AT | CH | US | Anmerkungen                                            |
| --- | ------------------------------- | --- | --- | --- | --- | ------------------------------------------------------ |
| 2023 | I Need U A Great Chaos          | — | — | — | US— GoldUS | Erstveröffentlichung: 13. Oktober 2023                 |
| 2024 | Overseas A Great Chaos (Deluxe) | — | — | — | US79 Gold · (1 Wo.)US | Erstveröffentlichung: 11. April 2024                   |
| Folgende Lieder erschienen nicht als Single, wurden aber durch das Album zum Download und Streaming bereitgestellt und konnten somit eine Platzierung erlangen: |                                 | | | | |                                                        |
| |                                 | | | | |                                                        |
| 2024 | Rick Owens Sony                 | DE18 (1 Wo.)DE | AT17 (1 Wo.)AT | CH38 (1 Wo.)CH | — | Charteinstieg: 12. Januar 2024 Ufo361 feat. Ken Carson |

## Auszeichnungen für Musikverkäufe
| Goldene Schallplatte - Kanada - 2024: für das Album A Great Chaos - Vereinigte Staaten - 2023: für das Lied Yale - 2024: für das Lied Freestyle 2 - 2024: für das Lied Fighting My Demons - 2025: für das Lied Succubus - 2025: für das Lied SS - 2025: für das Lied Jennifer’s Body |

Anmerkung: Auszeichnungen in Ländern aus den Charttabellen bzw. Chartboxen sind in ebendiesen zu finden.
| Land/RegionAuszeichnungen für Musikverkäufe (Land/Region, Auszeichnungen, Verkäufe, Quellen) | Silber  | Gold       | Platin | Verkäufe  | Quellen         |
| -------------------------------------------------------------------------------------------- | ------- | ---------- | ------ | --------- | --------------- |
| Kanada (MC)                                                                                  | —       | Gold1      | —      | 40.000    | musiccanada.com |
| Vereinigte Staaten (RIAA)                                                                    | —       | 9× Gold9   | —      | 4.500.000 | riaa.com        |
| Vereinigtes Königreich (BPI)                                                                 | Silber1 | —          | —      | 60.000    | bpi.co.uk       |
| Insgesamt                                                                                    | Silber1 | 10× Gold10 | —      |           |                 |

## Tourneen
- The X Man Tour (2022)
- Chaos Tour (2024)